# Liste der Landschaftsschutzgebiete im Landkreis Kelheim
Im Landkreis Kelheim gibt es neun Landschaftsschutzgebiete. (Stand: November 2018)

## Hinweise zu den Angaben in der Tabelle
- Gebietsname: Amtliche Bezeichnung des Schutzgebietes
- Bild/Commons: Bild und Link zu weiteren Bildern aus dem Schutzgebiet
- LSG-ID: Amtliche Nummer des Schutzgebietes
- WDPA-ID: Link zum Eintrag des Schutzgebietes in der World Database on Protected Areas
- Wikidata: Link zum Wikidata-Eintrag des Schutzgebietes
- Ausweisung: Datum der Ausweisung als Schutzgebiet
- Gemeinde(n): Gemeinden, auf denen sich das Schutzgebiet befindet
- Lage: Geografischer Standort
- Fläche: Gesamtfläche des Schutzgebietes in Hektar
- Flächenanteil: Anteilige Flächen des Schutzgebietes in Landkreisen/Gemeinden, Angabe in % der Gesamtfläche
- Bemerkung: Besonderheiten und Anmerkungen

Bis auf die Spalte Lage sind alle Spalten sortierbar.
| Gebietsname                                                                               | Bild/Commons   | LSG-ID       | WDPA-ID | Wikidata  | Ausweisung | Gemeinde(n) | Lage     | Fläche ha | Flächenanteil | Bemerkung |
| ----------------------------------------------------------------------------------------- | -------------- | ------------ | ------- | --------- | ---------- | ----------- | -------- | --------- | --- | --------- |
| Landschaftsschutzgebiet Bachmühlbachtal und Paintner Forst                                |                | LSG-00204.01 | 395684  | Q59655734 | 1971       |             | Position | 1958,08   | Landkreis Kelheim (99,9 %) |           |
| Landschaftsschutzgebiet Donautal                                                          | weitere Bilder | LSG-00141.01 | 395614  | Q59655719 | 1967       |             | Position | 508,95    | Landkreis Kelheim (100 %) |           |
| Landschaftsschutzgebiet Dürnbucher Forst im Altlandkreis Kelheim                          | weitere Bilder | LSG-00165.01 | 395635  | Q59655727 | 1969       |             | Position | 4766,14   | Landkreis Kelheim (99,8 %) |           |
| Landschaftsschutzgebiet Dürnbucher Forst, Riedmoos und Forstmoos im Altlandkreis Mainburg | weitere Bilder | LSG-00136.01 | 395610  | Q59655718 | 1967       |             | Position | 2023,45   | Landkreis Kelheim (99,9 %) |           |
| Landschaftsschutzgebiet Heiligenstädter Moos                                              | weitere Bilder | LSG-00130.01 | 395604  | Q59655717 | 1966       |             | Position | 113,61    | Landkreis Kelheim (100 %) |           |
| Landschaftsschutzgebiet Maria Brünnl                                                      |                | LSG-00175.01 | 395647  | Q59655730 | 1969       |             | Position | 12,16     | Landkreis Kelheim (100 %) |           |
| Landschaftsschutzgebiet Ringberg                                                          |                | LSG-00205.01 | 395685  | Q59655735 | 1971       |             | Position | 66,74     | Landkreis Kelheim (100 %) |           |
| Landschaftsschutzgebiet St. Anton                                                         | weitere Bilder | LSG-00176.01 | 395648  | Q59655731 | 1969       |             | Position | 0,43      | Landkreis Kelheim (100 %) |           |
| Schutzzone im Naturpark Altmühltal                                                        | weitere Bilder | LSG-00565.01 | 396115  | Q23787649 | 1995       |             | Position | 163135,05 | Ingolstadt (0,1 %), Landkreis Eichstätt (36,3 %), Landkreis Neuburg-Schrobenhausen (4,0 %), Landkreis Kelheim (8,7 %), Landkreis Neumarkt in der Oberpfalz (8,2 %), Landkreis Regensburg (1,5 %), Landkreis Roth (6,4 %), Landkreis Weißenburg-Gunzenhausen (22,8 %), Landkreis Donau-Ries (11,8 %) |           |